# Красников, Геннадий Яковлевич
Генна́дий Я́ковлевич Кра́сников (род. 30 апреля 1958, Тамбов) — советский и российский учёный в области физики полупроводниковых приборов, академик РАН (2008), академик-секретарь Отделения нанотехнологий и информационных технологий РАН (2019—2022), иностранный член Национальной академии наук Беларуси (с 2021),  иностранный член Академии наук Монголии доктор технических наук, профессор, научный руководитель АО «НИИМЭ». Президент Российской академии наук с 20 сентября 2022 года.
15 января 2024 года Геннадий Красников Указом Президента РФ включен в состав Совета безопасности РФ.

## Биография
С отличием окончил физико-технический факультет Московского института электронной техники в 1981 году.
C 1981 года последовательно занимал должности от инженера НИИ молекулярной электроники и завод «Микрон» до генерального директора ОАО «НИИМЭ и Микрон» (с 1991 по 2016 год), с 2016 года — генеральный директор АО «НИИ молекулярной электроники» (ранее исследовательский центр ОАО «НИИМЭ и Микрон», выделенный с 2011 года в отдельное предприятие). С июля 2023 года научный руководитель АО «НИИМЭ».
В 1999—2003 годах — генеральный директор концерна «Научный центр» (с 2005 года ОАО «Ситроникс»).
Член-корреспондент РАН (1997), академик РАН (2008) по Отделению нанотехнологий и информационных технологий РАН.
В сентябре 2017 года участвовал в выборах президента РАН, прошёл необходимую по новым правилам процедуру согласования в правительстве РФ. Его кандидатуру поддержал, в частности, Жорес Алфёров. В первом туре выборов, к которому было допущено пять академиков, занял третье место с 269 голосами из 1596 (отстал от занявшего второе место Роберта Нигматулина на 7 голосов).
Избран в Президиум РАН по квоте президента РАН 1002 голосами (при необходимых 569).
22 апреля 2019 года назначен исполняющим обязанности академика-секретаря Отделения нанотехнологий и информационных технологий РАН. Утверждён на должность академика-секретаря Общим собранием РАН 15 ноября 2019 года.
17 декабря 2021 года на сессии Общего собрания Национальной академии наук Беларуси избран иностранным членом НАН Беларуси.
Г. Я. Красников возглавляет базовую кафедру микро- и наноэлектроники в Московском физико-техническом институте и базовую кафедру «Субмикронная технология СБИС» в Национальном исследовательском университете «МИЭТ», руководит подготовкой специалистов высшей квалификации по актуальным и перспективным направлениям нано- и микроэлектроники.
20 сентября 2022 года избран президентом РАН.
Кандидатура Красникова была выдвинута восемью Отделениями РАН: бюро Отделения нанотехнологий и информационных технологий РАН, Отделения энергетики, машиностроения, механики и процессов управления РАН, Отделения химии и наук о материалах РАН, Отделения общественных наук РАН, Отделения физиологических наук РАН, Отделения сельскохозяйственных наук РАН, президиумами Дальневосточного и Уральского отделений РАН.
При голосовании на общем собрании академии более чем двукратно опередил другого претендента Дмитрия Марковича (результат: Красников — 871 голос, Маркович — 397 голосов). В должности президента РАН стал преемником Александра Сергеева, снявшего свою кандидатуру перед выборами 2022 года из-за «психологического и внешнего административного давления».

## Научная деятельность

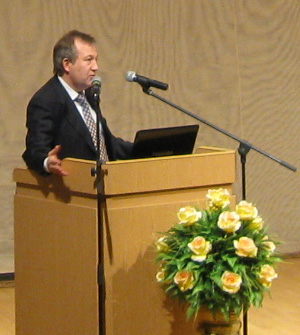
Красников на 45-летии МИЭТ

Красников — учёный в области физики полупроводников, полупроводниковых приборов, технологии создания сверхбольших интегральных схем (СБИС) и проблем обеспечения качества их промышленного производства. Автор и соавтор более 400 научных работ в российских и зарубежных рецензируемых изданиях, 4 научных монографий и более 40 авторских свидетельств и патентов.
Основными направлениями исследований являются микро- и наноэлектроника. Им созданы научные и технологические основы формирования полупроводниковых структур с управляемыми и стабильными электрофизическими параметрами, а также выявлены закономерности неравновесных процессов в переходных областях границ раздела систем кремний — диоксид кремния — металл на всём технологическом маршруте изготовления интегральных микросхем.
Красников опубликовал 495 научных работ; индекс Хирша — 37 (данные РИНЦ на октябрь 2024 года).

## Организационная работа
Красников — руководитель приоритетного технологического направления по электронным технологиям РФ, член президиума Совета при Президенте Российской Федерации по науке и образованию, председатель научного Совета при президиуме РАН «Квантовые технологии», председатель научного Совета при президиуме РАН по космосу, председатель научного Совета РАН «Фундаментальные проблемы элементной базы информационно-вычислительных и управляющих систем и материалов для её создания».
Входит в состав Совета руководителей EMEA Leadership Council — Глобального альянса производителей полупроводников (GSA).
Главный редактор журнала Электронная техника. Серия «Микроэлектроника» и «Микроэлектроника» (с 2017), член редколлегии журналов «Электроника. Наука. Технология. Бизнес», «Нано- и микросистемная техника» и «Известия высших учебных заведений. Электроника».
Член Президиума Аттестационной комиссии МФТИ.
Член партии ЕР с 2003 года.
07 октября 2022 года — вошёл в состав Совета при Президенте Российской Федерации по науке и образованию.
12 декабря 2022 года вошел в состав экспертного совета при Правительстве РФ.
С 24 мая 2024 года — председатель научно-технического совета Комиссии по научно-технологическому развитию Российской Федерации.

## Критика
Под руководством Геннадия Красникова семь институтов РАН переданы в ведение НИЦ «Курчатовский институт», что вызвало критику в научном сообществе.

## Награды и звания

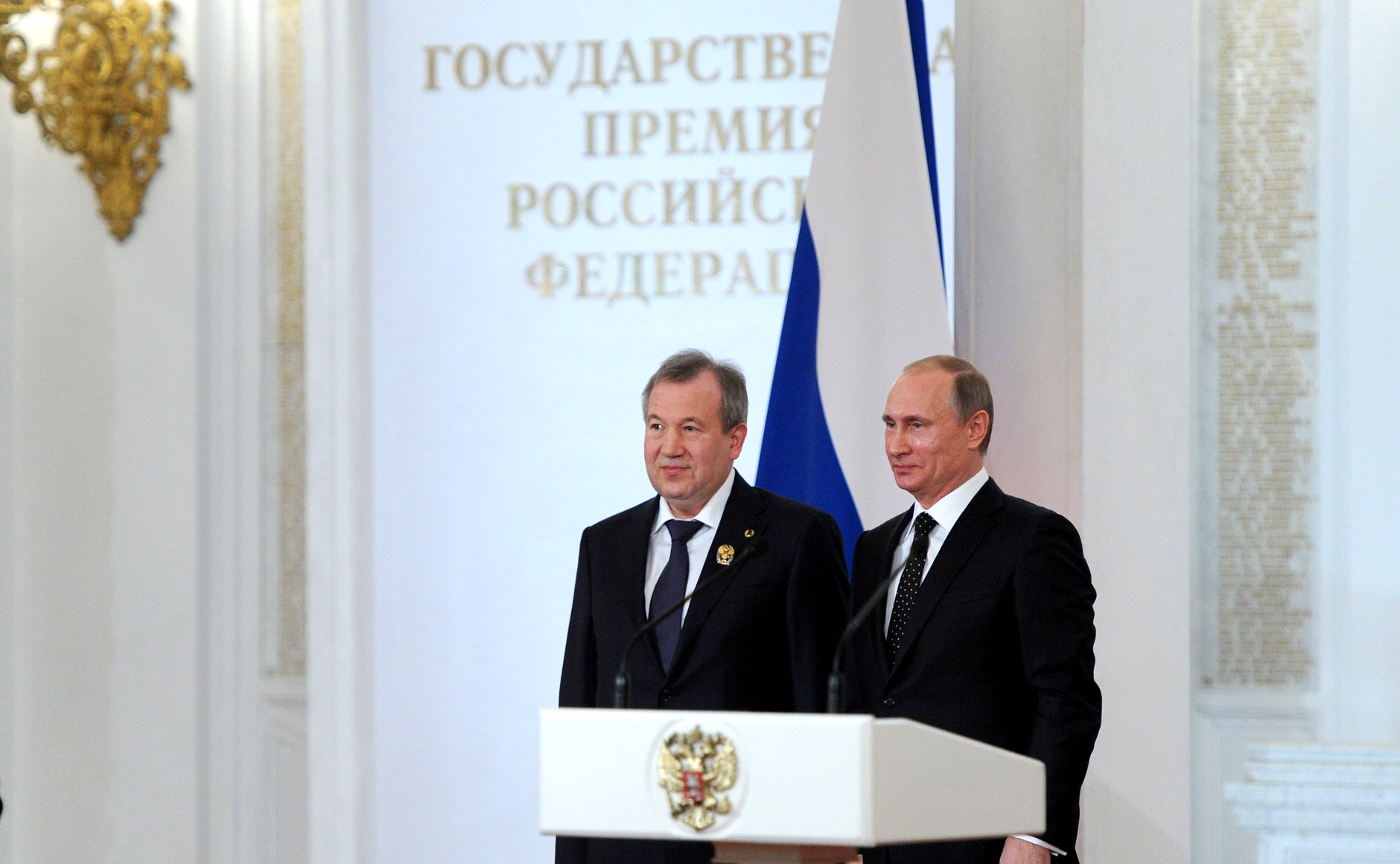
Г. Я. Красников и В. В. Путин на вручении Государственных премий Российской Федерации (12 июня 2015)

### Государственные награды
- Орден «За заслуги перед Отечеством» III степени (2023)
- Орден «За заслуги перед Отечеством» IV степени (2008)
- Орден Александра Невского (2018)
- Орден Почёта (1999)[22]
- Орден Дружбы (2014)
- Медаль «В память 850-летия Москвы» (1997)

### Государственные премии
- Государственная премия Российской Федерации (2014) — за разработку полупроводниковых структур с управляемыми и стабильными электрофизическими параметрами для современного микроэлектронного производства[23].
- Премия Правительства Российской Федерации в области науки и техники (1999) — за разработку и создание новой техники.
- Премия Правительства Российской Федерации в области науки и техники (2009) - за разработку и применение нового поколения микроэлектронных устройств, систем связи и управления мобильными комплексами ПВО и особо важными объектами.
- Премия Правительства Российской Федерации в области науки и техники (2019) - за разработку и создание новой техники.

### Ведомственные награды
- Почетный работник электронной промышленности (Министерство промышленности и торговли РФ, 2024)
- Знак отличия «Академик И. В. Курчатов» I степени (ГК Росатом, 2024)
- Юбилейная медаль, посвященная 100-летию образования государственного органа управления в сфере физической культуры и спорта (Министерство спорта РФ, 2024).
- Медаль Августина Бетанкура (Министерство транспорта РФ, 2023)
- Медаль «За вклад в укрепление обороны Российской Федерации» (2022)
- Лауреат премии Миноборонпрома России за работы в области науки, техники и технологий (1997)
- «Знак Почёта» Миноборонпрома России (1997)
- Медаль «За особый вклад в обеспечение пожарной безопасности особо важных государственных объектов» (2010)
- Звание «Мастер связи» (2018)

### Поощрения
- Благодарность Президента Российской Федерации В. В. Путина (2012, 2024)
- Благодарность мэра Москвы С. С. Собянина (2013)
- Благодарность Государственного секретаря Союзного государства (2008)

### Награды субъектов РФ
- Юбилейная медаль «85 лет Тамбовской области» (2022)
- Лауреат Государственной премии Республики Мордовия (2018)
- Орден Славы III степени Республики Мордовия (2017)
- Медаль «За заслуги. В ознаменование 1000-летия единения мордовского народа с народами Российского государства» (2012)
- Почётная грамота губернатора Воронежской области (2008)

### Конфессиональные награды
- Медаль ордена Святого благоверного князя Даниила Московского (Русская православная церковь, 2023)

### Международные награды
- Медаль Вьетнамской академии наук и технологий (2024)
- Большая медаль Национальной академии наук Беларуси (2024)
- Медаль ЮНЕСКО «За вклад в развитие нанонауки и нанотехнологий»[24] (2016)

### Иные награды
- Юбилейная медаль «300 лет Российской академии наук» (2024).
- Золотая медаль Российской академии художеств «Достойному» (2024)

### Почетные звания
- почётный доктор Санкт-Петербургского национального исследовательского Академического университета РАН;
- почетный профессор Московского физико-технического института;
- почетный доктор Национального исследовательского центра «Курчатовский институт»[25];
- почетный профессор Московского государственного университета им. М. В. Ломоносова.
- почетный академик Национальной академии наук Кыргызской Республики.